# Chime (Album)
Chime ist der Titel des zweiten Studioalbums der japanischen Pop- und Rockband sumika, welches am 13. März 2019 bei SME Records auf dem japanischen Markt erschien. Das Album, das eine Gesamtspiellänge von exakt 54 Minuten aufweist, beherbergt insgesamt 14 Titel. Die Stücke Fanfare, Shunkashūtō und Himitsu sind im Animefilm I Want to Eat Your Pancreas zu hören, während das ebenfalls auf dem Album befindliche Fiction als Vorspann für die Animeserie Keine Cheats für die Liebe genutzt wurde.

## Produktion
Im Vergleich zu den zuvor veröffentlichten Werken der Gruppe gingen die Musiker bei der Produktion des zweiten Albums anders vor: Vorher besprachen sich die vier Musiker gemeinsam, wie ein Lied entstehen sollte. Bei den Stücken auf Chime begann Gitarrist Kuroda, der sich auch für die Albumproduktion verantwortlich zeigte, zunächst mit dem Erarbeiten der Stücke und präsentierte im Anschluss diese den übrigen Bandmitgliedern. Die Produktion fand im Verlauf des Jahres 2018 statt, wobei die Band im Sommer und im Oktober nebenbei noch Konzerttourneen durch Japan absolvierte.
Das Stück Juni no Hōgaku war bereits zu einem wesentlich früheren Zeitpunkt geschrieben, jedoch fanden die Musiker keine Zeit das Stück offiziell einzuspielen, sodass es für Chime schließlich als Eröffnungstitel aufgenommen wurde. Auf dem Album sind diverse Gastmusiker zu hören, die von der Band für die Produktion ihrer Stücke eingeladen wurden. Kataoka erklärte in einem Interview, dass diese Gastmusiker 25 Prozent der Musik der Band ausmachen.

## Titel
| #   | Titel              | Komponist(en)                           | Länge | Anmerkungen                                   |
| --- | ------------------ | --------------------------------------- | ----- | --------------------------------------------- |
| 1.  | Juni no Hōgaku     | Kenta Kantaoka (T, M)                   | 3:41  |                                               |
| 2.  | Fanfare            | Kataoka (T, M)                          | 3:03  | Vorspann I Want to Eat Your Pancreas          |
| 3.  | Fiction            | Kataoka (T, M)                          | 3:51  | Vorspann Keine Cheats für die Liebe           |
| 4.  | Monday             | Kataoka (T) Takayuki Ogawa (M)          | 3:26  |                                               |
| 5.  | White March        | Kataoka (T) Ogawa, Junnosuke Kuroda (M) | 4:08  |                                               |
| 6.  | Strawberry Fields  | Kataoka (T, M)                          | 4:58  |                                               |
| 7.  | Himitsu            | Kataoka (T) Ogawa (M)                   | 4:28  | Im Animefilm Kimi no Suizō o Tabetai zu hören |
| 8.  | Shunkashūtō        | Kataoka (T) sumika (M)                  | 4:35  | Abspann Kimi no Suizō o Tabetai               |
| 9.  | Hummingbird’s Port | sumika, Tomoyori Hayashibe (M)          | 2:38  | Instrumental                                  |
| 10. | Flower             | Kataoka (T, M)                          | 3:40  |                                               |
| 11. | Persona Promenade  | Kataoka (T, M)                          | 3:21  |                                               |
| 12. | Anote Konote       | Kataoka (T, M)                          | 3:40  |                                               |
| 13. | Ghost Lighter      | Kataoka (T) Ogawa, Kuroda (M)           | 4:00  |                                               |
| 14. | Familia            | Kataoka (T, M)                          | 4:31  |                                               |

## Promotion
Am 1. Februar 2019 veröffentlichte die Band einen ersten offiziellen Albumtrailer in welchem diverse auf dem Album befindlichen Stücke angespielt werden und kündigte ihr zweites Album für den 13. März 2019 an. Das Album erschien als reguläre CD sowie als limitierte Version mit zusätzlicher DVD.
Ein zweiter Trailer, in dem alle Stücke angespielt werden, erschien am 4. März. Von April bis Juni 2019 tourte die Band durch ganz Japan. Diese Konzerttour umfasste 24 Auftritte in 16 Städten.

## Erfolg
Chime stieg in der Woche des 25. März 2019 auf Platz fünf in den japanischen Albumcharts ein.